# یواس‌اس اس-۴۳ (اس‌اس-۱۵۴)
یواس‌اس اس-۴۳ (اس‌اس-۱۵۴) (به انگلیسی: USS S-43 (SS-154)) یک زیردریایی بود که طول آن ۲۲۵ فوت ۳ اینچ (۶۸٫۶۶ متر) بود. این زیردریایی در سال ۱۹۲۳ ساخته شد.